# Kevin Foley
Pour les articles homonymes, voir Foley.
Kevin Patrick Foley est un ancien footballeur irlandais né le 1er novembre 1984 à Luton en Angleterre. Il évoluait au poste de milieu ou arrière droit.

## Carrière
- 2002-2007 :  Luton Town
- 2007-jan. 2015 :  Wolverhampton Wanderers
  - mars 2014 :  Blackpool FC (prêt)
  - déc. 2014 :   Blackpool FC (prêt)
- 2015-2016 :  FC Copenhague

Le 6 janvier 2017, il rejoint Coventry City.

## Palmarès
- Wolverhampton Wanderers
  - Championship
    - Vainqueur : 2009